# Cafè liegès
El cafè liegès o de Lieja, és una recepta de darreria o una beguda amb cafè, a base de cafè fred, de gelat de cafè o vainilla, i de crema xantillí, variant dels cafè vienès, suís, cafè amb gel, o affogato italià (cafè exprés i gelat amb vainilla).

## Preparació
Es diposita gelat de cafè o de vainilla en un got gran omplert d'un cafè exprés fort i ensucrat (refredat a la nevera, sense gelar-ho) i després crema xantillí. En acabat pot ser adornat amb un cigarret rus i un gra de cafè esmicolat per a la decoració.

## Història

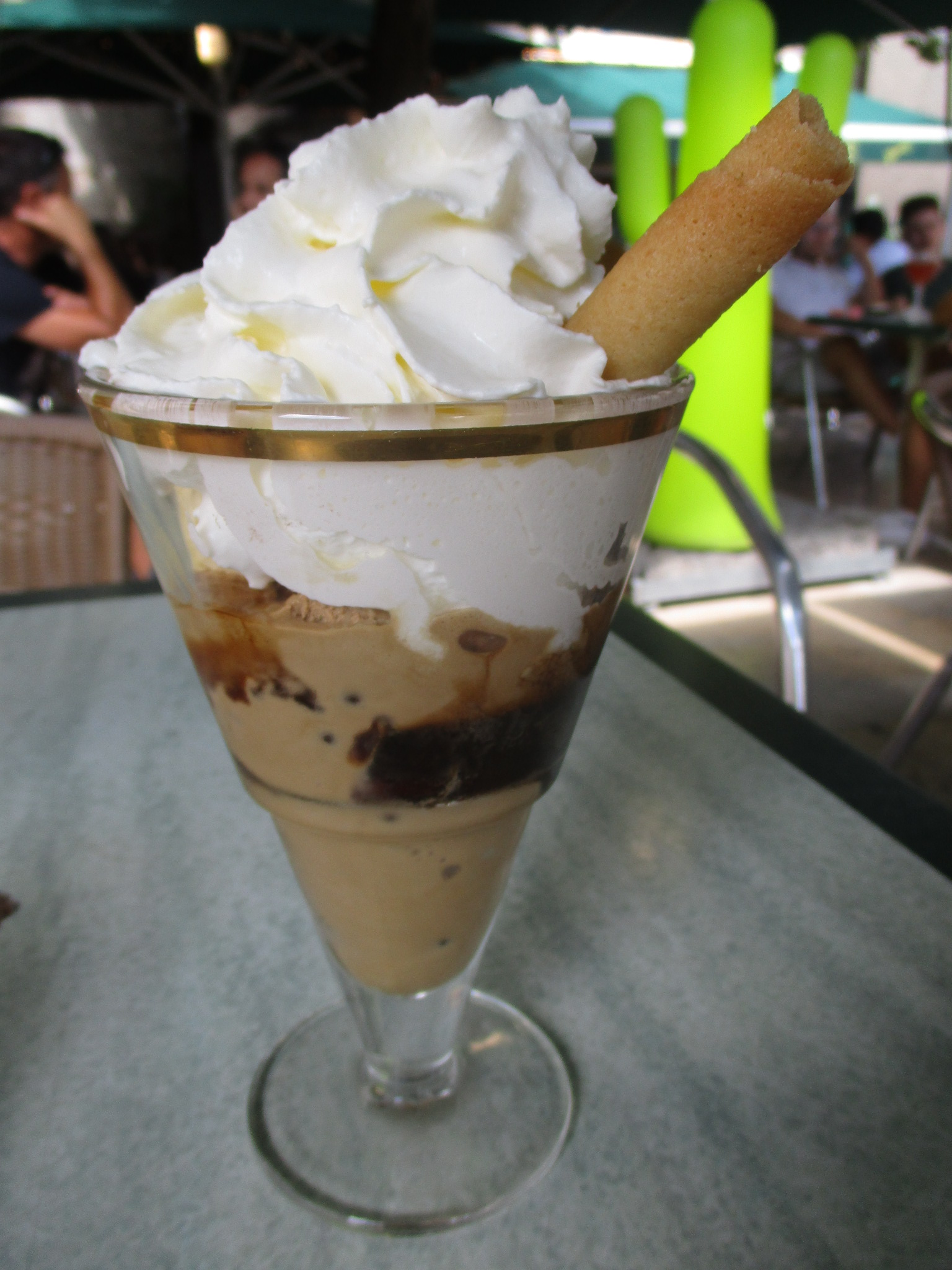
Cafè de Lieja

Contràriament al que el seu nom podria deixar imaginar, el cafè de Lieja no és una especialitat d'origen de la cuina belga de la ciutat de Lieja, sinó homenatge dels aliats a la resistència liegesa heroica a la batalla dels forts de Lieja (5-16 d'agost de 1914) enfront de l'artilleria austríaca durant la Primera Guerra Mundial. Aquesta primera batalla històrica de dotze dies de la Gran Guerra, considerada com una victòria històrica pels aliats, els va oferir un temps preciós, encara que la ciutat ella mateixa no hagi resistit. Els combats heroics de l'exèrcit belga de campanya contra els forts de Lieja suscitaren llavors un viu interès aliat per a aquesta ciutat, que li va valer la Legió d'honor francesa. A París, el cafè vienès austríac (que evoca l'Imperi alemany enemic) fou aleshores rebatejat « cafè liégeois » (amb un suplement de gelat, de crema chantilly, i de cigarret rus) al mateix títol que el carrer de Berlín i la seva parada de metro Berlin del Quartier de l'Europe rebatejats carrer de Lieja i Liège (metro de París). L'expressió « cafè viennois » resta tanmateix en ús a Lieja, tallat de París durant els quatre anys d'ocupació alemanya de Bèlgica, fins a l'armistici del 1918.

## Algunes variants

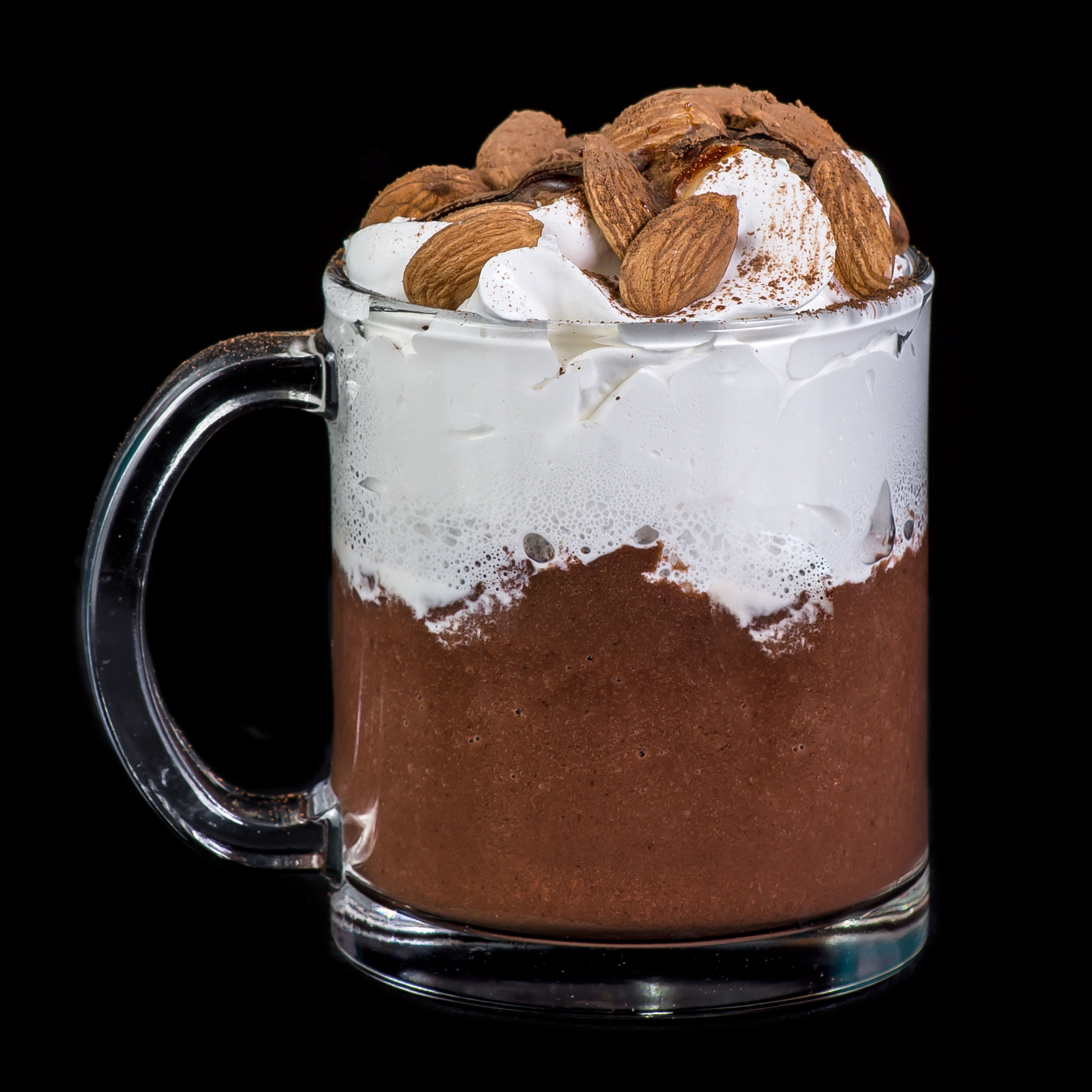
Suís, variant del cafè vienès

Amb el suís, el cafè és reemplaçat per xocolata.

Moltes marques de darreries amb llet o crema comercialitzen els « liegès » o « vienès » amb cafè, xocolata, o vainilla, recobertes d'una cap de crema xantillí. 
- Affogato
- Cafè
- Cafè frappé
- Café gelat
- Cafè gelat vietnamita
- Ice cappuccino
- Suís
- Irish coffee
- Latte gelat
- Milk-shake gelat
- Mocaccino
- Te gelat